# Novela científica

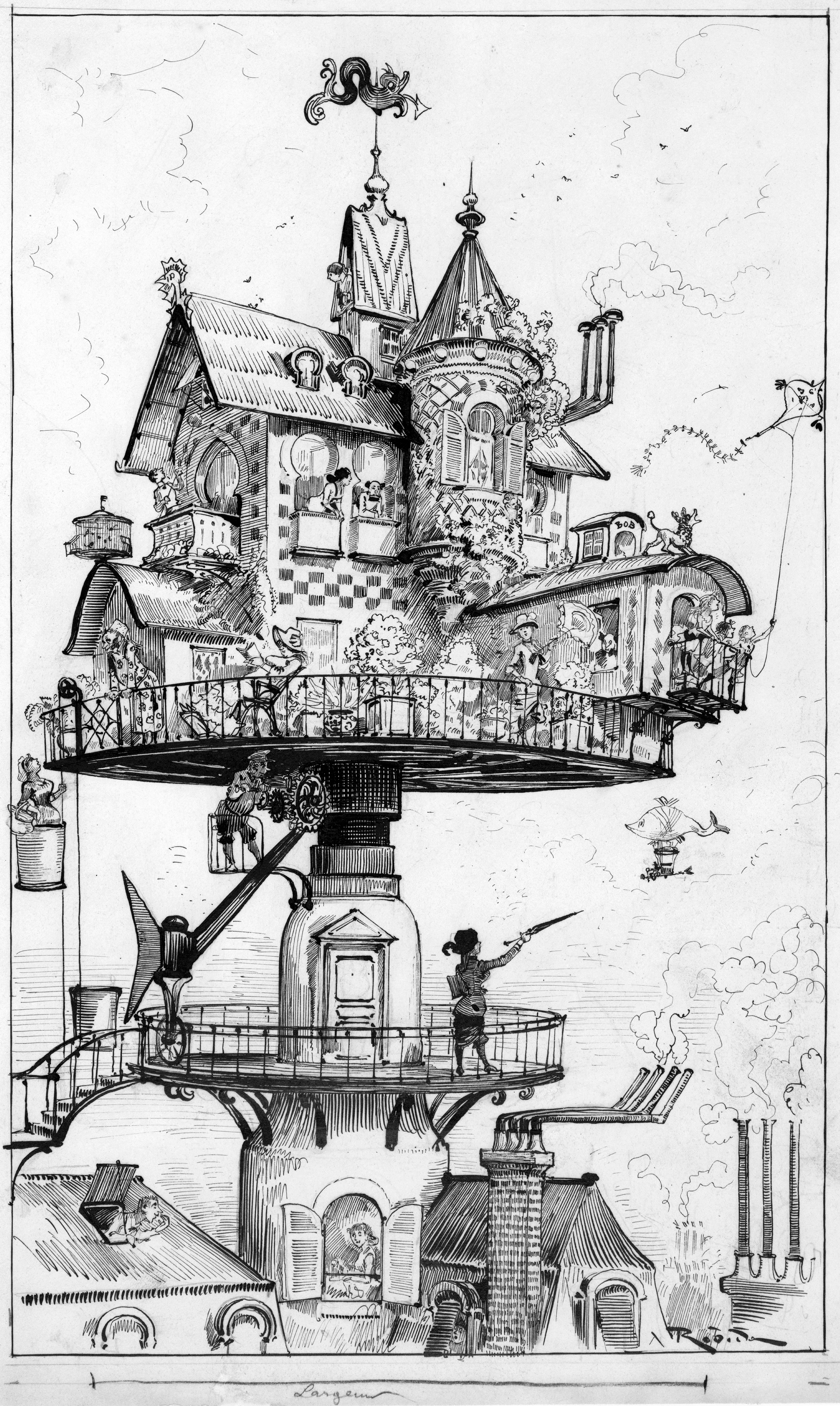
«Casa aérea giratoria», dibujo realizado por el escritor francés de ciencia ficción Albert Robida para el libro Le Vingtième Siècle, una concepción del de como sería la vida en el. Representa una vivienda que puede girar en un poste, con una aeronave en la lejanía. Boceto de tinta sobre grafito, 1883, retocado digitalmente.

El concepto novela científica (en inglés: scientific romance) es un arcaísmo usado para denominar el género literario de ficción actualmente conocido como ciencia ficción. El término se originó en la década de 1850 para describir tanto elementos de ficción como de terminología científica en la literatura, llegando a abarcar toda la literatura de ciencia ficción de finales del siglo XIX y principios del XX, sobre todo la de Jules Verne, H. G. Wells y Arthur Conan Doyle. En los últimos años, el término ha llegado a ser aplicado a la literatura de ciencia ficción escrita en un estilo deliberadamente anacrónico, como homenaje o pastiche de las novelas científicas originales.

## Historia

### Los primeros usos
Se cree que la primera vez que se utiliza el término novela científica es en 1845, en una crítica de la obra Los Vestigios (Vestiges of the Natural History of Creation) de Robert Chambers, un tratado especulativo de historia natural publicado en 1844. Posteriormente, en 1851, el término fue utilizado de nuevo en la revista Diario eclesiástico y revista literaria de Edimburgo (Edinburgh Ecclesiastical Journal and Literary Review) para referirse a la obra Panthea, or the Spirit of Nature de Robert Hunt. En 1859, el Southern Literary Messenger se refiere a la novela Ursule Mirouët, de Honoré de Balzac, como «una novela científica del mesmerismo» («a scientific romance of mesmerism»). Además, el término fue usado algunas veces para descartar un principio científico, usado por el escritor, por considerarse fantasioso, como en The Principles of Metaphysical and Ethical Science, de 1855, que establecía que «la concepción de Milton de la materia inorgánica en sí misma, sin alma, es: no meramente más poética, pero sí más filosófica, y sólo la novela científica, ahora generalmente repudiada por los investigadores racionales, que la representan como necesariamente imbuida de los principios generales de organización y vida, y despertando por su propia fuerza desde la quietud eterna al eterno movimiento». Posteriormente, en 1884, Charles Howard Hinton publicó una serie de ensayos científicos y filosóficos bajo el título de Scientific Romances.

### Siglo XX
El término novela científica se ha usado con frecuencia para referirse a la ciencia ficción de finales del siglo XIX y principios del XX, como se ve en la antología Bajo las lunas de Marte: Historia y antología de la novela científica en the Munsey Magazines, 1912-1920, y Novela científica en Gran Bretaña (Scientific Romance in Britain: 1890-1950). Uno de los primeros autores catalogados dentro del género fue el astrónomo y escritor francés Camille Flammarion, cuyas obras Recits de l'infini y La fin du monde han sido descritas como novelas científicas. El término se ha usado frecuentemente para referirse a las obras de Jules Verne, como en la edición de 1879 de la American Cyclopædia, y H. G.. Wells, cuya sociedad histórica continúa refiriéndose hoy en día a su trabajo como «novelas científicas». La novela Una princesa de Marte (A Princess of Mars) de Edgar Rice Burroughs (1912), también ha sido considerada algunas veces como una gran obra de novela científica, por otro lado, Sam Moskowitz, se refirió a Burroughs, en 1958, como «el reconocido maestro de la novela científica», aunque el académico E. F. Bleiler vio a Burroughs como parte de la nueva evolución de la ciencia ficción pulp que surgió a principios del siglo XX. El mismo año en que se publicó Una princesa de Marte, Arthur Conan Doyle publicó El mundo perdido (The Lost World), que también ha sido frecuentemente catalogado como novela científica.
En 1902 se produjo el lanzamiento cinematográfico de la película Le Voyage dans la Lune de Georges Méliès: la época en que se realizó y el estar basada en un cuento de Wells han llevado a que también sea etiquetada como novela científica.

### Resurgimiento
En los últimos años, el término novela científica ha vuelto a resurgir, y así es como se autodenominan obras más recientes de ciencia ficción que imitan un estilo clásico de forma deliberada. Ejemplos de este tipo son: The Space Machine: A Scientific Romance de Christopher Priest, publicada en 1976, A Scientific Romance: A Novel de Ronald Wright, un pastiche de Wells publicado en 1998, y el juego de rol Forgotten Futures, publicado en 1998. Por último, aunque utiliza el término, la novela Einstein in Love: A Scientific Romance de Dennis Overbye no imita a la novelas de ciencia ficción clásicas de la manera que el resto de obras mencionadas.

## Aclaraciones
Brian Stableford, en Scientific Romance in Britain: 1890-1950, argumentó que los primeros escritores de ciencia ficción británicos, que utilizaron este término, diferían en varios aspectos importantes de los escritores de ciencia ficción estadounidense de la época. En particular, los escritores británicos tendían a minimizar el papel de los héroes individuales, tomaban una perspectiva evolutiva, alabando una visión sombría del futuro, y tenían poco interés en el espacio como nueva frontera. En cuanto a los héroes, varias novelas de H. G. Wells tienen un protagonista anónimo, y a menudo impotente ante las fuerzas de la naturaleza. La perspectiva evolucionista puede ser apreciada en historias que implican largos periodos de tiempo, dos ejemplos de lo cual pueden ser The War of the Worlds y The Time Machine, de Wells, y Star Maker de Olaf Stapledon. Incluso en novelas científicas que no implicaban vastos periodos de tiempo, la cuestión de si la humanidad era sólo otra especie sujeta a presiones evolutivas surgía con frecuencia, como puede verse en algunos fragmentos de The Hampdenshire Wonder de J. D. Beresford, y en numerosas obras de S. Fowler Wright. Respecto al tema del espacio, Space Trilogy de C. S. Lewis adoptó la perspectiva de que «mientras la humanidad siga siendo imperfecta y pecadora, nuestra exploración de otros planetas tenderá a hacer más daño que beneficio»: por otro lado, la mayoría de autores de novelas científicas ni siquiera tenían interés en este tema. En cuanto al tópico de una atmósfera desolada y pesimista, que puede verse en muchas de las obras de los autores citados hasta el momento, la humanidad era considerada defectuosa, ya sea por el pecado original o, mucho más a menudo, debido a factores biológicos heredados de nuestros antepasados simios. Stableford también apunta que algunas de los novelas científicas británicas se salvaron de ser totalmente pesimistas, debido a sus reflexiones filosóficas (llamándolas obras de modesta filosofía de sillón). Citando obras como The Clockwork Man de E.V. Odle, Tomorrow's Yesterday de John Gloag y Proud Man de Murray Constantine como ejemplos de este tipo de novela científica.
Sin embargo, no toda la ciencia ficción británica de este periodo concuerda con la tesis de Stableford. Algunos, por ejemplo, se deleitan en aventuras espaciales y mantienen una visión optimista del futuro. En la década de 1930, hubo autores británicos (como Eric Frank Russell) que escribían ciencia ficción dirigida a publicaciones estadounidenses. En ese momento, los escritores británicos que usaban el término novela científica lo hicieron bien porque, o no estaban al corriente de la ciencia ficción, o decidieron no ser asociados con ella.[cita requerida]
Después de la Segunda Guerra Mundial, la influencia de la ciencia ficción estadounidense implicó que el término novela científica cayera en desuso, el proceso se vio acelerado por el hecho de que había pocos escritores de este género que se considerasen a sí mismos como escritores de novelas científicas, en lugar de esto se veían a sí mismos como solamente escritores que, de forma ocasional, escribían novelas científicas. Aun así, la influencia de la era de la novela científica permaneció en los relatos de ciencia ficción británicos. La obra de John Wyndham es citada por establecer «un puente entre la novela científica británica tradicional y lo más variado de la ciencia ficción que la reemplazó». Algunos comentaristas creen que la novela científica tuvo cierto impacto sobre la diversificación del género estadounidense.

## Influencia en España
Uno de los precursores de este género en España fue Ramón Pérez de Ayala con su obra Sentimental Club, publicada originalmente en 1909 en la colección El cuento semanal, y reeditada en 1929 en la colección La novela de hoy con el título de La revolución sentimental: patraña burlesca. La obra tuvo poca repercusión literaria, como venía siendo habitual en publicaciones aparecidas en colecciones periódicas de consumo. Otra novela con más impacto fue Elois y Morlocks de Carlos Mendizábal Brunet, publicada en 1909, y que sigue la trama de The Time Machine (1895). La publicación de obras de este género en España, durante la segunda década del siglo XX, fue prácticamente nula, exceptuando algunos relatos, entre los que destaca uno de Miguel de Unamuno titulado Mecanópolis, publicado en El imparcial en 1913. En 1919 la novela científica reaparece en la literatura en español de la mano de Alfonso Hernández Catá, con la traducción de El país de los ciegos y otras narraciones, de H. G. Wells.  La influencia de Wells se deja ver en otras novelas de Catá, que publicó en la colección La voluntad de Dios (1921), donde cabe destacar El aborto. Escritores como Vicente Blasco Ibáñez y Luis Araquistáin también se sumaron al auge del género, el primero con obras como El paraíso de las mujeres (1922), y el segundo con El archipiélago maravilloso (1923). Otro autor español influido por el scientific romance británico es Salvador de Madariaga, cuyas primeras obras pertenecen más la literatura británica que a la española, con su novela La jirafa sagrada o el búho de plata (1925), obra originalmente escrita en inglés.